# Kil
Kil (em sueco: Kil;  PRONÚNCIA) é uma pequena cidade do sul da província histórica da Värmland. Tem cerca de 7 842 habitantes, e é a sede do município de Kil, no condado de Värmland, situado no centro da Suécia. Está localizada a 20 km a noroeste da cidade de Karlstad. É um nó ferroviário com ligações a Oslo, Gotemburgo, Estocolmo e Torsby. 